# Фейрберн, Уильям Эварт
Уильям Эварт Фейрберн (англ. William Ewart Fairbairn; 28 февраля 1885 — 20 июня 1960) — подполковник королевской морской пехоты Великобритании и британской полиции, который работал инструктором по рукопашному бою для Шанхайской муниципальной полиции и войск специального назначения Антигитлеровской коалиции. Автор собственной системы самообороны «дефендю», изобретатель инновационных техник стрельбы из пистолета, один из разработчиков боевого кинжала, названного в его честь.
Жизнь и творчество Фейрберна исследуются спецслужбами для развития методик подготовки личного состава полиции. Энтузиаст Карл Цестари (Carl Cestari, 1958—2007), который собирал архивные документы и разыскивал инструкторов и ветеранов, своей работой возродил интерес историков к Фейрберну и его методикам. Согласно информации из телесериала «Secrets of War», Фейрберн был одним из прототипов героя по имени Q из «Бондианы». С 2015 года идёт разработка проекта фильма о Уильяме Фейрберне, во главе которого стоят режиссёры фильма «Джон Уик».

## Биография

### Воинская служба
С 1901 года проходил службу в Королевской морской пехоте Великобритании в Сеуле, в 1907 году поступил на службу в Шанхайскую муниципальную полицию. Патрулировал один из «кварталов красных фонарей». Неся службу, Фейрберн то и дело участвовал в сотнях уличных драк за свою 20-летнюю карьеру, однако сам многократно получал ножевые ранения, вследствие чего весь был в шрамах. С целью подавления публичных выступлений он создал специальный отряд по разгону беспорядков, инструктором которого и стал. Для выведения на максимальный уровень готовности сотрудников полиции Фейрберн разработал специальный бронежилет, который мог выдержать попадание пули типа 7,63 × 25 мм Маузер.
Во время Второй мировой войны Фейрберн был завербован Секретной разведывательной службой и получил прозвище «Опасный Дэн» (англ. Dangerous Dan). В 1941 году был принят в Корпус общей службы вместе с инструктором по рукопашному бою Эриком Сайксом. 15 июля 1940 года оба были приняты на регулярную службу в звании младших лейтенантов. Фейрберн занимался обучением будущего личного состава британских коммандос (британцев, американцев, канадцев и голландцев) и рейнджеров Армии США рукопашному и ножевому бою, а также стрельбе из пистолетов. На уроках Фейрберн говорил, что его бойцам в бою предстоит забыть любые идеи о «джентльменских» поединках:

Будьте жёсткими, копайтесь в грязи, побеждайте любой ценой... Я учу вас тому, что называется «Бой без правил». Здесь нет честной игры и нет никаких правил, кроме одного: «Убить или быть убитым».
Оригинальный текст (англ.)Get tough, get down in the gutter, win at all costs... I teach what is called 'Gutter Fighting.' There's no fair play, no rules except one: kill or be killed

Среди известных учеников Фейрберна выделяются:
- капитан голландской армии Раймонд Вестерлинг[англ.], участник сражений в Бирме и Индонезии.
- подполковник Армии США Рекс Эпплгейт, инструктор рукопашного и ножевого боя.
- капитан Британской армии и Управления специальных операций Нэнси Уэйк, одна из командиров движения сопротивления во Франции

Фейрберн подготовил также огромную часть личного состава американского Управления стратегических служб, за что был произведён в подполковники. По ходатайству Уильяма Донована был награждён офицерской степенью ордена «Легион Почёта».

### Мастер боевых искусств

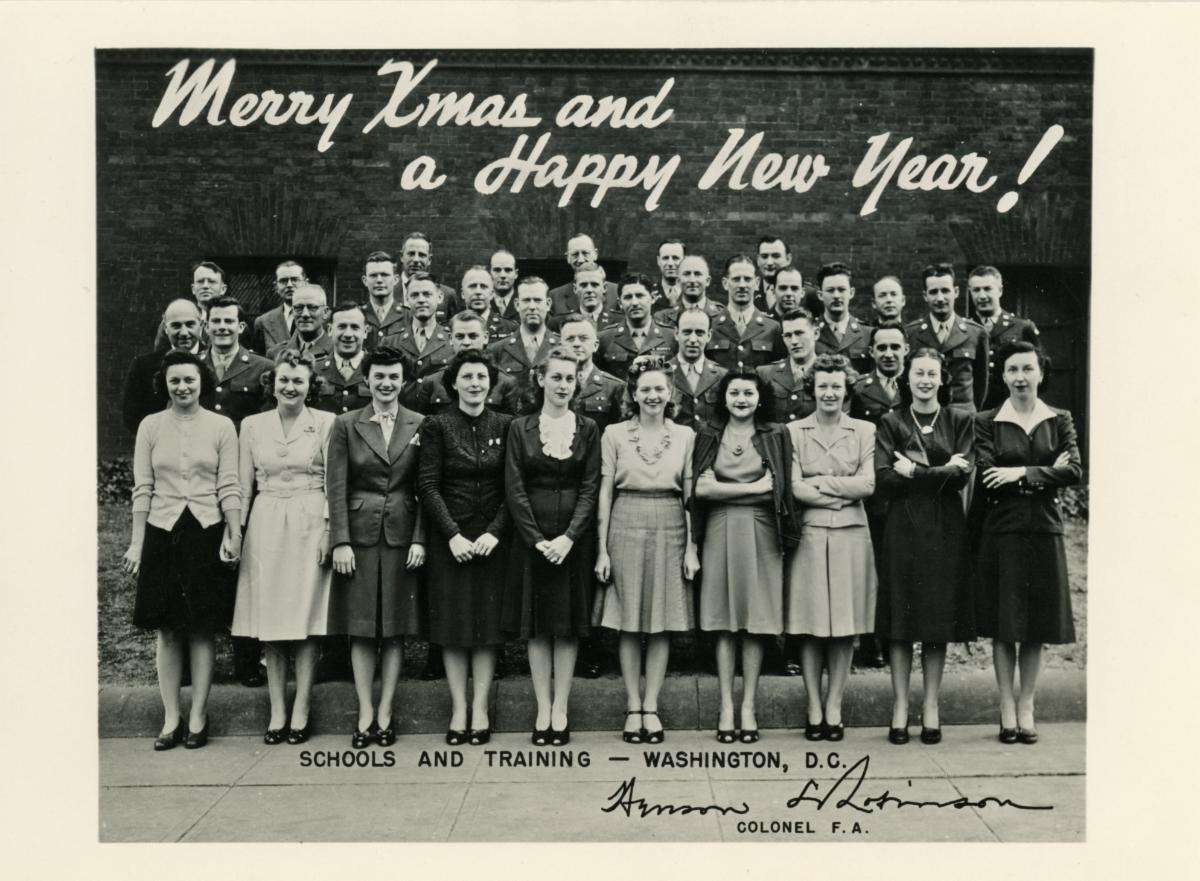
Преподавательский состав на рождественской открытке 1945 года, Фейрберн — второй слева в третьем ряду

Фейрберн изучал классический бокс, штыковой бой, разные стили борьбы, сават, джиу-джитсу (школа ёсин-рю / син-но-синто-рю) у мастера Окада-сэнсэя, кодокан-дзюдо (обладатель чёрного пояса и 2-го дана), а также серию китайских боевых искусств (в том числе стиль багуачжан). Фейрберн разработал собственную боевую систему под названием «дефендю» и занимался обучением личного состава Шанхайской полиции этим боевым искусствам, чтобы у них было больше шансов выжить в схватке с преступниками. По его словам, он создал всё это на основе собственного опыта. К моменту своего выхода в отставку в возрасте 55 лет Фейрберн утверждал, что участвовал почти в 600 драках и стычках боевого характера. В 1951 году он уехал на Кипр, где занимался обучением полицейского состава, а в 1952 и 1956 годах участвовал в тренировках отряда по предотвращению беспорядков полиции Сингапура, ныне известного как Тактический полицейский отряд Сингапура. Аналогом этих отрядов в США стали отряды SWAT, в России — СОБР. Однако в 1960-е годы от методик Фейрберна начали отказываться как от излишне жёстких и наследия военного времени, сделав ставку на спортивные единоборства.

### Оружейные разработки
Совместно с Эриком Сайксом он разработал новые техники стрельбы из пистолетов и револьверов, которые подробно были описаны в книге 1942 года «Стрельба на жизнь из одноручного оружия» (англ. Shooting to Live With the One-Hand Gun), в том числе и технику стрельбы навскидку из пистолетов-пулемётов — всё это использовали Особая воздушная служба, ЦРУ и прочие различные части войск Великобритании и США. Фейрберн считается автором концепций полицейских дубинок, бронежилетов, противопульных баллистических щитов и прочего оборудования полиции. По словам Фейрберна, огневая подготовка играла ключевую роль в обучении полицейского — с целью развития стрельбы он создал так называемый «Дом ужасов» (англ. House of Horrors) или «Таинственный дом» (англ. Mystery House), который стал прообразом стрелковых полигонов с силуэтными мишенями. Фейрберн считал, что рукопашный бой был необходим на случай, если человек «оказался настолько глуп, что столкнулся с противником без оружия».
Кинжал в форме стилета — нож Ферберна-Сайкса — был разработан именно Уильямом Фейрберном и Эриком Сайксом. Он стал основным холодным оружием британских коммандос, Особой воздушной службы и других британских частей, как упоминается в книге «Научная самооборона» (англ. Scientific Self-Defence). Другой кинжал Фейрберна, Smatchet, был холодным оружием агентов Управления стратегических служб. Также Фейрберн был одним из создателей «шанхайского боевого ножа», кинжала «Cobra», кинжала в соавторстве с Рексом Эпплгейтом и другого холодного оружия.

### Внешние источники
- Contemporary Knife Targeting - Modern Science vs. W. E. Fairbairn's Timetable of Death by Christopher Grosz and Michael D. Janich  (англ.)
- The Shanghai Fighting Knives, and many fakes!!!! (2010) by O. Janson  (англ.)
- The Source by Peter Robins (American Combatives)  (англ.)
- Shanghai Municipal Police by Robert Bickers  (англ.)
- Badass of the Week: William E. Fairbairn  (англ.)

### Видео
- William E. Fairbairn teaching Home Guard на YouTube
- Unarmed Combat (Defendu) — British Army, Home Guard 1941 на YouTube
- OSS Training Center, 1942 на YouTube
- British Close Combat (Defendu) — British Royal Navy 1943 на YouTube
- Combat Firing with Hand Guns, 1944 на YouTube
- Shooting to Live на YouTube
- Gutterfighting OSS films:
  - Gutterfighting The Fighting Knife, 1944
  - Gutterfighting Unarmed, 1944
- Fairbairn Sykes Fighting Knife Techniques на YouTube
- Carl Cestari — The Fairbairn Seminar, 2003 на YouTube
- Система Фейрберна. Часть 1. Обзор. Семинар, 30 ноября 2010, РГУФК на YouTube
- Система Фейрберна. Часть 2. Лекция. Семинар, 13 марта 2012, РГУФК на YouTube
- Система Фейрберна. Часть 3. Клинковое оружие. Семинар, 3 апреля 2012, РГУФК на YouTube
- Система Фейрберна. Часть 4. Огнестрельное оружие. Семинар, 6 июня 2012, РГУФК на YouTube